# Pratini de Moraes
Marcus Vinícius Pratini de Moraes GOC • GOMM (Porto Alegre, 23 de abril de 1939) é um professor, economista e político brasileiro filiado ao Progressistas (PP). Foi ministro da Agricultura, da Indústria e de Minas durante os governos Médici, Collor e Fernando Henrique Cardoso. Pelo Rio Grande do Sul, foi deputado federal durante dois mandatos.
A 2 de março de 1971, foi agraciado com o grau de Grande-Oficial da Ordem Militar de Cristo pelo Almirante Américo Tomás, presidente de Portugal. Em julho de 1992, como ministro de Minas, Pratini foi condecorado pelo presidente Fernando Collor com a Ordem do Mérito Militar no grau de Grande-Oficial especial.
Também foi deputado federal, entre 1983 e 1987, pelo PDS.